# Brede Watering van Zuid-Beveland
Het waterschap de Brede Watering van Zuid-Beveland was een fusiewaterschap in de Nederlandse provincie Zeeland opgericht per 1 januari 1959. Het zetelde in Goes en omvatte het gehele (voormalig) eiland Zuid-Beveland. Het was verdeeld in acht districten en telde 108 km aan zeedijken.
Per 1 januari 1980 ging dit waterschap samen met het Waterschap Noord-Beveland op in het Waterschap Noord- en Zuid-Beveland.

## Geschiedenis

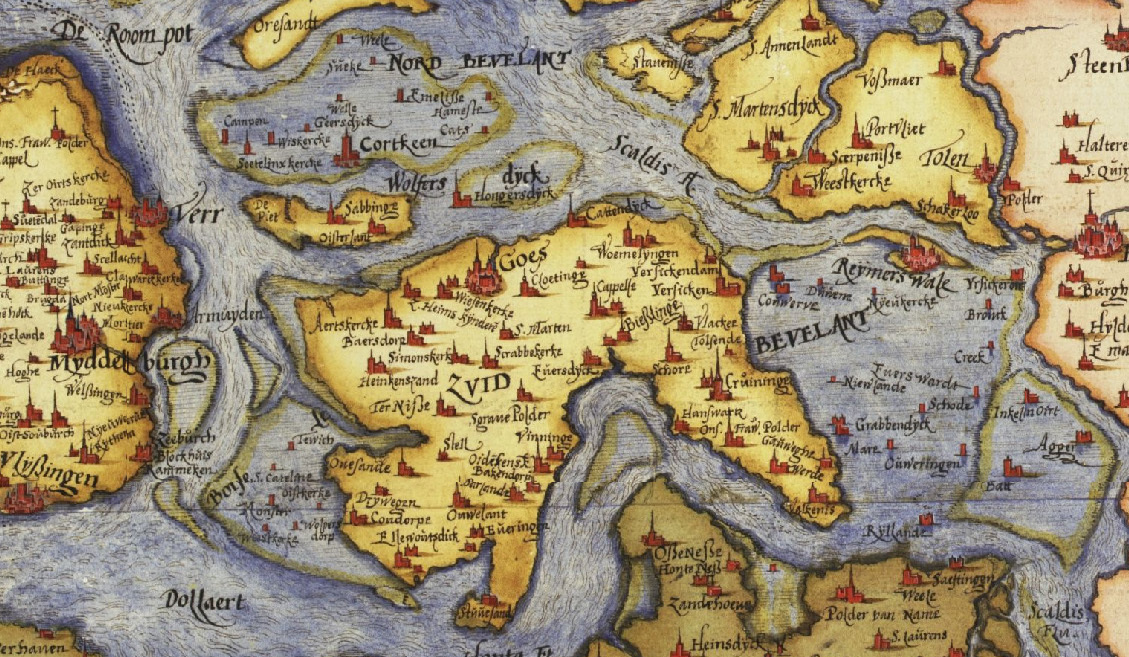
Noord- en Zuid-Beveland in 1573. De in 1530 verloren dorpen zijn ook aangegeven.

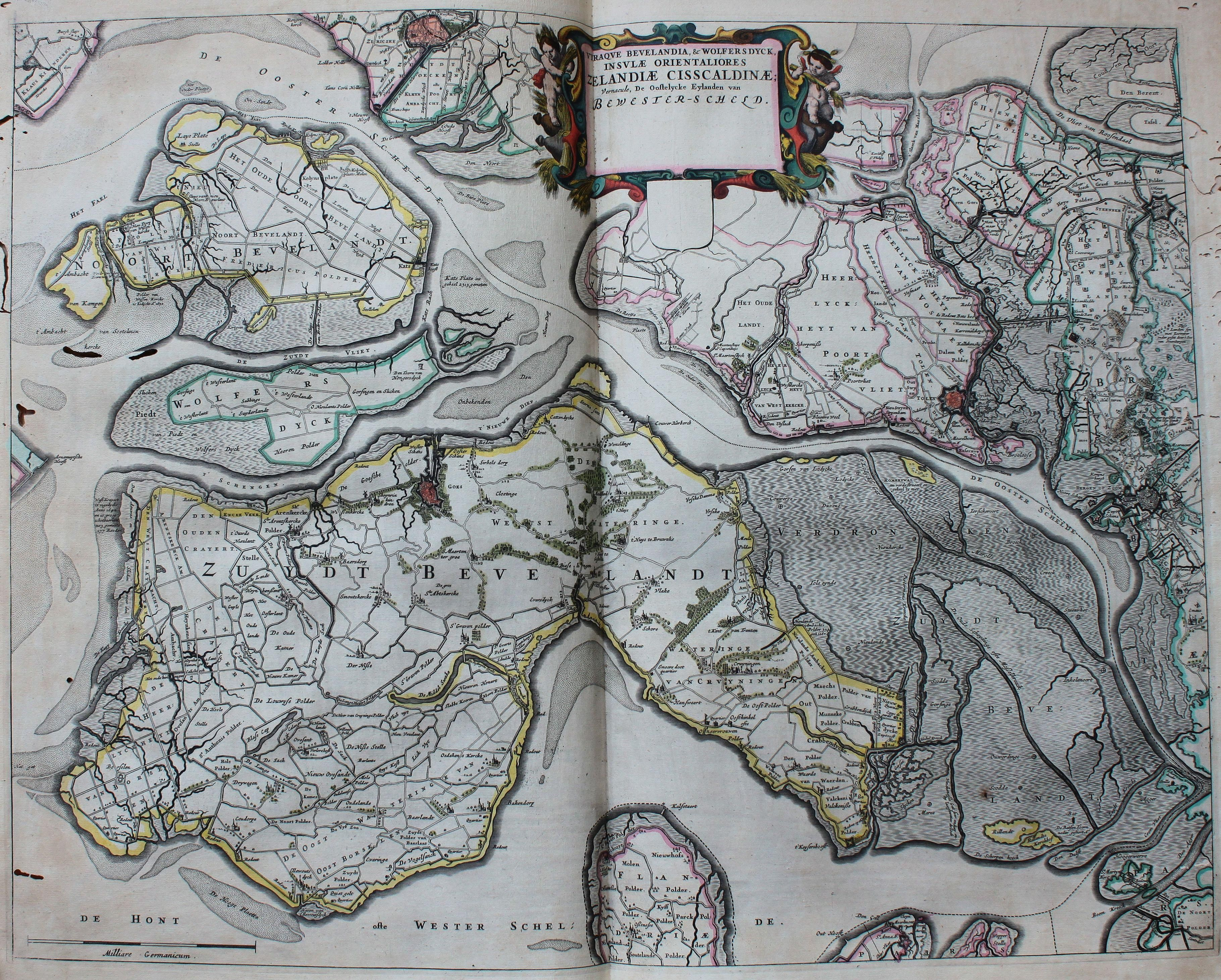
Noord- en Zuid-Beveland halverwege de 17e eeuw. De Zwake is al ingepolderd, maar Wolphaartsdijk is nog een eiland.

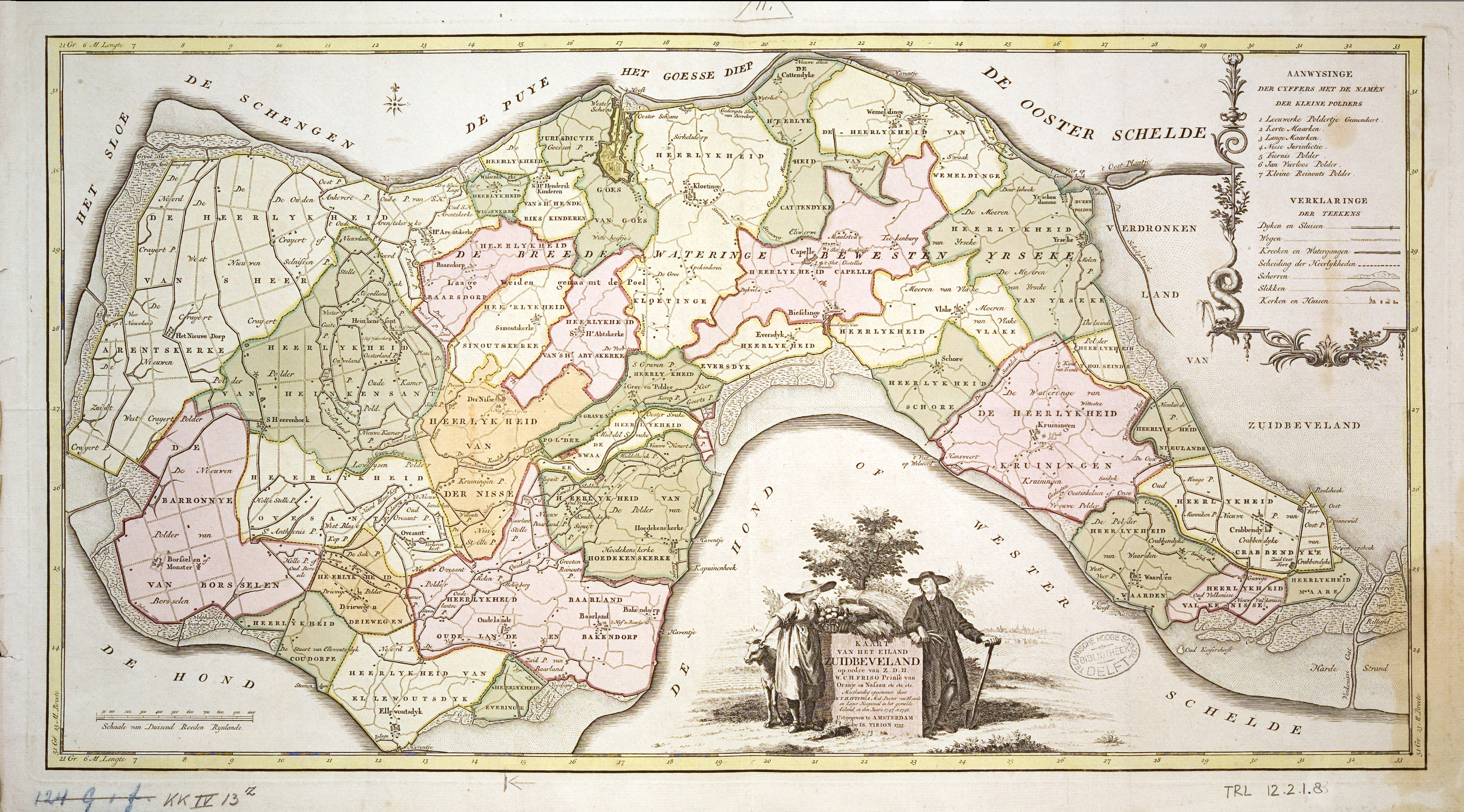
Zuid-Beveland (Zonder Wolphaartsdijk) in 1753

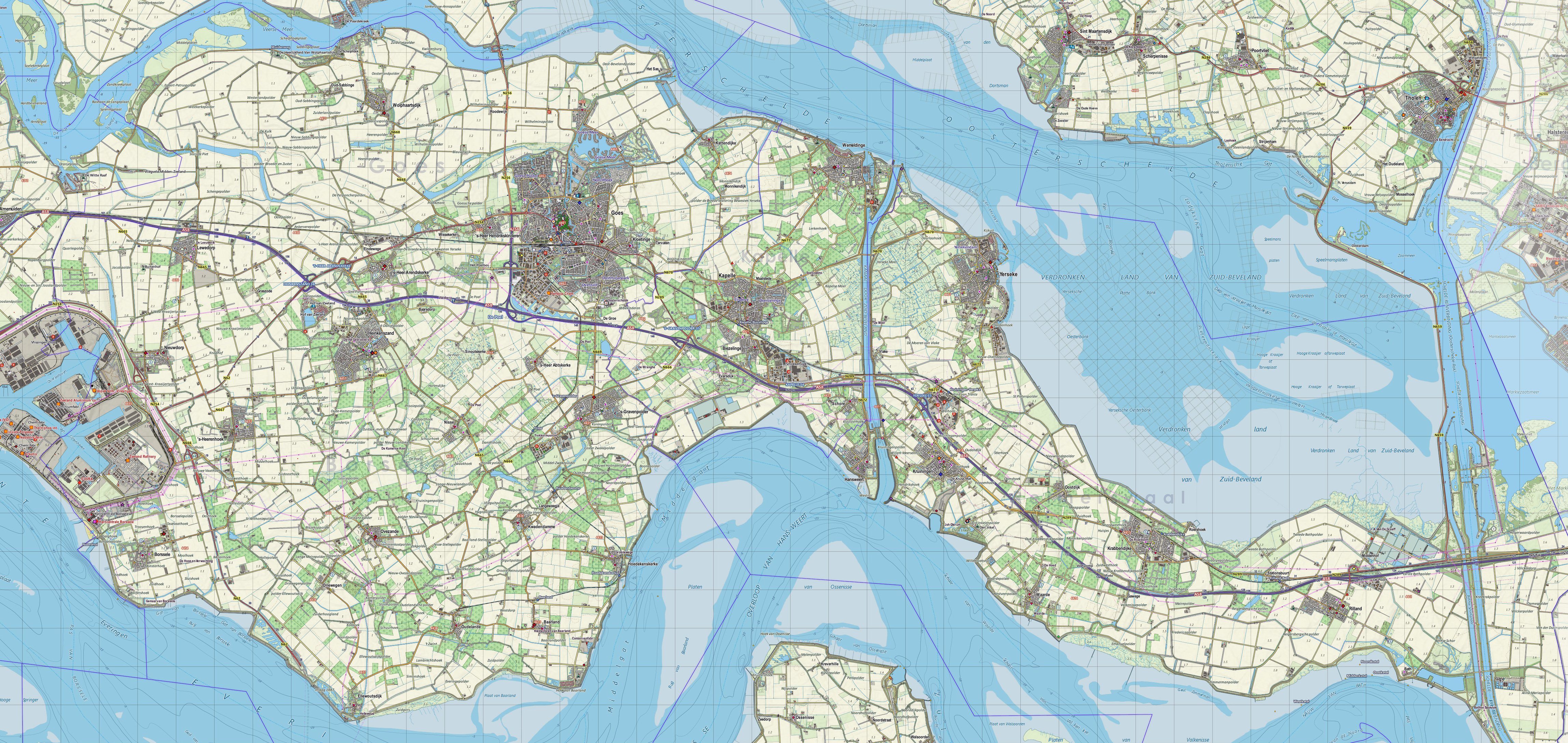
Topografische kaart van Zuid-Beveland in 2013

In de middeleeuwen bestond Zuid-Beveland uit verschillende aparte eilanden. Zuid-Beveland zelf bestond uit de Brede Watering Bewesten Yerseke en de Brede Watering Beoosten Yerseke, verdere eilandjes waren Borssele, Heinkenszand, Stuivezand en Wolphaartsdijk. Enkel in de natuurgebieden De Poel en Yerseke Moer is nog te zien hoe het landschap van deze eilandjes er uit moet hebben gezien. Deze eilandjes werden gescheiden door het Sloe in het westen, de Honte (later Westerschelde) in het zuiden, de Oosterschelde in het noorden en het Kreekrak in het oosten. Tussen deze eilandjes lagen onder andere de Schenge, de Zwake, de Zandkreek en andere kleinere geulen.
In de 14e eeuw was er al sprake van waterschappen. In 1330 wordt er al een dijkgraaf vermeld van Zuutbevelant bewesten Yeerzicke. Ook is er sprake van een watering van Waarde en een dijkgraafschap tussen Honte en Hinkele. De Brede Watering Beoosten Yerseke is aanvankelijk met 24000 gemeten het grootst.
In de late 13e en in de 14e eeuw werd namelijk het eiland Heinkenszand ingedijkt, dit begon met de Ouwelandpolder in 1289. Omstreeks 1400 werden er dammen over een zuidelijke tak van de Schenge gelegd tussen dit eiland en de rest van Zuid-Beveland en het tussenliggende gebied ingepolderd.
Het oude eiland Borssele was eerst gescheiden geweest door de Yve in West- en Oost-Borssele, maar was al vroeg aan elkaar verbonden. Oost-Borssele zou later bekend worden als Ellewoutsdijk. De destijds zeer brede Zwake-geul (waar nu alleen de Zwaakse Weel van over is) scheidde dit eiland van het eiland Heinkenszand en de rest van Zuid-Beveland. In deze geul werd in rond 1280 de Oud-Ovezandepolder ingedijkt waarna het eiland Ovezande ontstond. Aan het eind van de 14e eeuw was het gebied tussen Ellewoutsdijk en Ovezande ingepolderd. In een oostelijker deel van Oost-Borssele zijn in de 12e en 13e eeuw de Baarlandpolder en de Hoedekenskerkepolder ingedijkt. Aan het eind van de 15e eeuw was dit eiland Borssele enkel van de rest van Zuid-Beveland gescheiden door de Zwake-geul. Deze geul zou in de 16e eeuw volledig ingepolderd worden. Tegelijkertijd met de verzanding van de Zwake, verdwenen er polders en het eiland Stuivezand aan de zuidkant in de Westerschelde.
De Brede Watering Beoosten Yerseke zou tijdens de Sint-Felixvloed van 1530 nagenoeg geheel onder water verdwijnen, enkel de stad Reimerswaal bleef nog een kleine eeuw boven water liggen. Direct ten oosten van de Brede Watering bewesten Yerseke zou wel al vrij snel de Kruiningenpolder herdijkt worden. Hieraan vast zou in de late 16e de gebieden rond Waarde en Krabbendijke ingepolderd worden.
In 1374 en 1375 zou al zware dijkschade geleden zijn. Maar de stormvloed van 1530 zorgde er voor dat ook West-Borssele geheel onder water verdween. Pas in 1616 zou de nieuwe Borsselepolder bedijkt worden ten westen van Ovezande. Ten noorden van het vroegere eiland Borssele, ten zuiden van de Schenge en ten westen van 's-Heer Arendskerke en Heinkenszand was ondertussen een groot gebied van zanderige schorren ontstaan. De eerste polder hier, de Oude Kraaijertpolder was in 1547 ingepolderd en de Nieuwe, de West-, de Nieuwe-West-, de Noord- en de Zuid-Kraaijertpolder zouden in de 17e eeuw volgen. Samen besloegen deze zes polders een gebied van 3272 ha en zouden ze de ambachtsheren van 's-Heer Arendskerke een fortuin bezorgen.
Het vroegere eiland Wolphaartsdijk zou ook bij de stormvloed van 1530 bijna geheel verdwijnen, slechts de Oud-Sabbingepolder bleef over. Hier rondom zouden t/m de 17e eeuw nog enkele polders verschijnen. Pas in de 19e eeuw zou met polders zoals de Wilhelminapolder de Schenge overbrugd worden en het eiland verbonden worden met de rest van Zuid-Beveland.
In 1772 zou er aan de oostkant weer een groot gebied ingepolderd worden. Ruim 1000 ha werd bedijkt als de Reigersbergsche polder. Hier zouden Rilland en Bath ontstaan. In de 19e eeuw zouden er nog enkele polders ten noorden en zuiden van Krabbendijke en Rilland worden ingepolderd. Deze oostelijke uitbreiding leidde dit er toe dat in 1867 de Kreekrakdam werd voltooid en dat Zuid-Beveland dus vast kwam aan het Brabantse vaste land bij Woensdrecht. Hierna zou (vooral) vanaf Brabantse zijde het schorrengebied ten zuiden van de dam ingepolderd worden.
Aan de westzijde was Zuid-Beveland nog gescheiden van Walcheren door het Sloe. Aan de noordelijke zijde daarvan, daar waar nu het zuidelijkste punt van het Veerse Meer is, lag halverwege de 19e eeuw een gebied waar de stromen het Veerse Gat, de Zandkreek, de Schenge en het Sloe samenkwamen. Hier lag de ‘Oranjeplaat’. Hier zouden in 1847 en 1857 de Sebastiaan de Lange-polder en de Calandpolder worden ingepolderd, die echter beiden al vrij snel weer opgegeven moesten worden. Wel werd iets ten zuiden van deze polders in 1871 de Sloedam aangelegd tussen de Jacobpolder aan Zuid-Bevelandse zijde en de Arnemuidse Suzannapolder aan Walcherse zijde. Waardoor vanaf Zuid-Beveland nu ook Walcheren via land bereikbaar was geworden. Door deze dam verzandde beide zijden van het Sloe sterk, vanaf 1949 werd in het Zuid-Sloe dan ook de Quarlespolder en de Tweede Sloepolder aangelegd. De laatste hiervan werd aanzienlijk kleiner dan op voorhand gedacht door de aanleg van havengebied Vlissingen-Oost. In het Noord-Sloe werd in 1955 de Calandpolder herdijkt, deze zou door de aanleg van de Veerse Gatdam in 1961 een stuk veiliger liggen dan een eeuw daarvoor. In 1960 was ook al de Zandkreekdam aangelegd ten noorden van Goes, waardoor Zuid-Beveland met Noord-Beveland verbonden zou worden.
De watersnood in de nacht van 31 januari op 1 februari 1953 zorgde er voor dat nood voor samenvoeging bij de polder- en waterschapsbesturen duidelijk werd. 7200 ha van Zuid-Beveland was onder water komen staan, verdeeld over 23 polders. Pas op 25 augustus viel de laatste ondergelopen polder, de Oost-Inkelsche polder, droog. In 1957 komt er een rapport over de nood van samenvoeging van de polders en waterschappen op Zuid-Beveland, aangezien een eensgezind optreden noodzakelijk is. Door weinig verzet van de Zuid-Bevelandse waterschappen en polders konden de Gedeputeerde Staten van Zeeland hun gang gaan. Vanaf 1 januari 1959 wordt geheel Zuid-Beveland één nieuw waterschap; de Brede Watering van Zuid-Beveland. Het wordt verdeeld in 16 districten waar van elk district één gezworene levert. Enkel de interprovinciale polders Dames- en Hogerwaardpolder, en aanliggende polders Anna-Maria- en Völckerpolder aan de grens met Noord-Brabant worden voorlopig nog buiten het waterschap gehouden, met het oog op eventuele samenvoeging met een Brabants waterschap.

## Voorgangers
De Brede Watering van Zuid-Beveland heeft vele waterschappen en zelfstandige polders als rechtsvoorgangers, die soms al honderden jaren verschillende vormen van bestuur hadden. Zo zijn bijvoorbeeld van de oudere waterschappen Ellewoutsdijk en Hoedekenskerke in 1734, 1784 en 1791 3% en 4% oude schuldleningen uitgegeven, waarvan tot ca. 2006/2007 nog jaarlijks de rente werd uitbetaald. Deze leningen waren uitgegeven in pond Vlaams. Deze ponden werden later omgezet via een factor 1:6 in gulden. In 1997 heeft het bestuur van het waterschap Zeeuwse Eilanden besloten tot het, waar de mogelijkheid zich voordeed, inkopen van deze oude schuldleningen. Later echter is bepaald dat de inkoop verplicht was.
De volgende waterschappen en polders zijn in 1959 samengevoegd tot het waterschap De Brede Watering van Zuid-Beveland:
| Waterschap                                                           | Opp.    | Bestaande uit Polders: | Bijzonderheden                                                                                           |
| -------------------------------------------------------------------- | ------- | --- | --- |
| Brede Watering Bewesten Yerseke                                      | 9728 ha | Brede Watering Bewesten Yerseke, Burenpolder, Haventje van Biezelinge, Kaarspolder, Koudepolder, Molenpolder, Snoodijkpolder, Stormezandepolder | Het grootste en oudste kerngebied van Zuid-Beveland                                                      |
| Waterschap Baarland                                                  | 1440 ha | Baarlandpolder, Baarland-Stellepolder, Groote Reinoutspolder, Kamerpolder (ged.), Kleine Reinoutspolder, Molenpolder, Nieuw-Ovezandepolder (ged.), Oudelandsche polder, Quistkostpolder, Stormpolder, Zakpolder (oost) (ged.), Zakpolder (west) (ged.), Zuidpolder                                                                                  | |
| Waterschap de Bathpolders                                            | 738 ha  | Eerste Bathpolder, Tweede Bathpolder | |
| Waterschap de Buitenpolders van Nisse                                | 362 ha  | Kruiningenpolder, Lange Nieuwlandpolder, Noord- en Zuid-Daniëlpolder, Prooiepolder, Rondepolder, Zuidzakpolder | |
| Waterschap Ellewoutsdijk                                             | 1372 ha | Blazekoppolder (ged.), Driewegenpolder(ged?), Ellewoutsdijkpolder, Everingepolder, Kamerpolder (ged.), Langemairepolder, Noordpolder, Zakpolder (west) (ged.) | |
| Goessche c.a.                                                        | 387 ha  | Goessche polder, Pier-en-pinkspolder | |
| Waterschap Hoedekenskerke                                            | 980 ha  | Hoedekenskerkepolder, Nieuwe Hoondertpolder, Nieuwe Vreelandpolder, Noordpolder, Oude Hoondertpolder, Oude Vreelandpolder, Siguitpolder, Slabbekoornpolder | |
| Waterschap Krabbendijke                                              | 405 ha  | Nieuw-Krabbendijkepolder, Monnikenpolder | |
| Waterschap Kruiningen                                                | 1468 ha | Kruiningenpolder, Oost-Inkelsche polder | |
| Waterschap Middel-Zwake                                              | 259 ha  | Fiernispolder, Hugopolder, Jan-Vierloospolder, Kaneelpolder, Middel-zwakepolder, Vlieguitpolder | Was in de 19e eeuw met het Waterschap Ooster-Zwake bekend als de 'Watering van Ooster- en Middel-Zwake'. |
| Waterschap Nisse-Stelle                                              | 163 ha  | Nieuwlandpolder (ged.), Nisse-Stellepolder, Willoutspolder, Zakpolder (ged.) | |
| Waterschap Ooster-Zwake                                              | 95 ha   | Heer-Janszpolder, Ooster-Zwakepolder | Was in de 19e eeuw met het Waterschap Middel-Zwake bekend als de 'Watering van Ooster- en Middel-Zwake'. |
| Waterschap Oud-Wolphaartsdijk                                        | 660 ha  | Fredericuspolder, Oosterlandpolder, Oud-Sabbingepolder, Zuiderlandpolder | |
| Waterschap Ovezande                                                  | 755 ha  | Blazekoppolder (ged.), Calangepolder, Hollepolder, Hollestellepolder, Nieuwlandepolder, Nieuwlandpolder (ged.), Nieuw-Ovezandpolder (ged.), Onze Lieve Vrouwepolder, Oud-Ovezandepolder, St.-Anthonypolder, Verlorenkostpolder, Zakpolder (ged.) | |
| Waterschap 's-Gravenpolder                                           | 322 ha  | Heer Geertspolder, Korenpolder, 's-Gravenpolder | |
| Waterschap 's-Heer Arendskerke                                       | 1770 ha | Ankerverepolder, Louisepolder, Nieuwe Kamerpolder, Nieuw-Landekepolder, Noordlandpolder, Noordzakpolder, Oosterguitepolder, Oosterlandpolder, Oude Kamerpolder, Oude Nieuwlandpolder, Ouwelandpolder, Platepolder, 's-Heer Arenskerkepolder, Sint-Pieterspolder, Stellepolder Uitslagpolder, Vlaanderkenpolder, Westerguitepolder, Zuiderlandpolder | Deel van uitwateringsschap Waterschap Sluis in de Piet.                                                  |
| Waterschap Waarde                                                    | 831 ha  | Oud-Krabbendijkepolder Waardepolder, Westveerpolder | |
| Zelfstandige Polders                                                 | Opp.    | Bijzonderheden | Bijzonderheden                                                                                           |
| Boonepolder                                                          | 15 ha   | Was aanvankelijk 42 ha. | Was aanvankelijk 42 ha.                                                                                  |
| Borsselepolder (Calamiteus van 1830 tot 1978)                        | 1357 ha | Bedijkt in het gebied van het verloren eiland Borssele. | Bedijkt in het gebied van het verloren eiland Borssele.                                                  |
| Broeder- en Zusterpolder                                             | 135 ha  | Ter bedijking verkocht aan een Franse associatie. | Ter bedijking verkocht aan een Franse associatie.                                                        |
| Egbert Petruspolder                                                  | 60 ha   | | |
| Emmanuëlpolder                                                       | 104 ha  | Deel van uitwateringsschap Waterschap De Valkenissegeul. | Deel van uitwateringsschap Waterschap De Valkenissegeul.                                                 |
| Fredericapolder                                                      | 319 ha  | Bedijkt door drie Gentse families, die vanaf 1932 als NV eigenaar van de polder waren. | Bedijkt door drie Gentse families, die vanaf 1932 als NV eigenaar van de polder waren.                   |
| Heerenpolder                                                         | 291 ha  | Deel van uitwateringsschap Waterschap Sluis aan de Oosterlandpolder. | Deel van uitwateringsschap Waterschap Sluis aan de Oosterlandpolder.                                     |
| Jacobpolder                                                          | 235 ha  | | |
| Karelpolder                                                          | 85 ha   | | |
| Koningspolder                                                        | 101 ha  | | |
| Kreekrakpolder                                                       | 257 ha  | Bedijkt door het Rijk. | Bedijkt door het Rijk.                                                                                   |
| Maagdspolder                                                         | 66 ha   | Deel van uitwateringsschap Waterschap De Valkenissegeul. | Deel van uitwateringsschap Waterschap De Valkenissegeul.                                                 |
| Mairepolder                                                          | 120 ha  | Deel van uitwateringsschap Waterschap De Valkenissegeul. | Deel van uitwateringsschap Waterschap De Valkenissegeul.                                                 |
| Nieuwe Kraaijertpolder                                               | 1195 ha | | |
| Nieuwe-West-Kraaijertpolder                                          | 561 ha  | | |
| Nieuw-Olzendepolder                                                  | 176 ha  | | |
| Nieuw-Sabbingepolder                                                 | 142 ha  | | |
| Noord-Kraaijertpolder                                                | 279 ha  | | |
| Oostpolder (Selnisse)                                                | 19 ha   | | |
| Oostpolder (Krabbendijke)                                            | 119 ha  | Deel van uitwateringsschap Waterschap De Valkenissegeul. | Deel van uitwateringsschap Waterschap De Valkenissegeul.                                                 |
| Oost-Bevelandpolder (Calamiteus van 1815 tot 1978)                   | 79 ha   | In 1812 aangekocht door de eigenaren van de Wilhelminapolder. | In 1812 aangekocht door de eigenaren van de Wilhelminapolder.                                            |
| Oost Nieuwlandpolder                                                 | 173 ha  | Deel van uitwateringsschap Waterschap Sluis aan de Oosterlandpolder. | Deel van uitwateringsschap Waterschap Sluis aan de Oosterlandpolder.                                     |
| Oude Kraaijertpolder                                                 | 448 ha  | | |
| De Perponcherpolder                                                  | 196 ha  | Deel van uitwateringsschap Waterschap Sluis aan de Oosterlandpolder. | Deel van uitwateringsschap Waterschap Sluis aan de Oosterlandpolder.                                     |
| Quarlespolder                                                        | 481 ha  | Bedijkt door het Rijk. | Bedijkt door het Rijk.                                                                                   |
| Reigersbergsche polder                                               | 1087 ha | | |
| Schengepolder                                                        | 538 ha  | Deel van uitwateringsschap Waterschap Sluis in de Piet. | Deel van uitwateringsschap Waterschap Sluis in de Piet.                                                  |
| Sint-Pieterspolder                                                   | 87 ha   | | |
| Stroodorpepolder                                                     | 42 ha   | Deel van uitwateringsschap Waterschap De Valkenissegeul. | Deel van uitwateringsschap Waterschap De Valkenissegeul.                                                 |
| Valkenissepolder                                                     | 121 ha  | Deel van uitwateringsschap Waterschap De Valkenissegeul. | Deel van uitwateringsschap Waterschap De Valkenissegeul.                                                 |
| Van Citterspolder                                                    | 137 ha  | | |
| Westerlandpolder                                                     | 234 ha  | | |
| Westkerkepolder                                                      | 232 ha  | | |
| West-Kraaijertpolder                                                 | 494 ha  | | |
| Wilhelminapolder (Calamiteus van 1818 tot 1870 en van 1949 tot 1978) | 1570 ha | Beheerd door een maatschap van 24 Rotterdamse kooplieden. | Beheerd door een maatschap van 24 Rotterdamse kooplieden.                                                |
| Willem-Annapolder (Calamiteus van 1808 tot 1978)                     | 294 ha  | | |
| Zimmermanpolder (Calamiteus van 1901 tot 1978)                       | 238 ha  | | |
| Zuid-Kraaijertpolder (Calamiteus van 1810 tot 1872)                  | 295 ha  | | |
| Zuidvlietpolder                                                      | 44 ha   | | |

De volgende polders werden pas na de oprichting van het waterschap De Brede Watering van Zuid-Beveland aan het waterschap of (vanaf 1980) aan het Waterschap Noord- en Zuid-Beveland toegevoegd:
| Zelfstandige Polders | Opp.   | Jaar van samenvoeging | Bijzonderheden                                       |
| -------------------- | ------ | --------------------- | ---------------------------------------------------- |
| Anna-Mariapolder     | 212 ha | 1969                  | Droeg bij aan de uitwateringswerken van Woensdrecht. |
| Völckerpolder        | 208 ha | 1969                  |                                                      |

## Dijkgraven
In zijn 21-jarig bestaan kende de Brede Watering van Zuid-Beveland de volgende drie dijkgraven:
| Naam                        | Ambtsperiode                      | Bijzonderheden                                                                          |
| --------------------------- | --------------------------------- | --------------------------------------------------------------------------------------- |
| P.J.J. Dekker (1900 - 1971) | 1 januari 1959 - 31 december 1970 | Was van 1941 t/m 1958 al dijkgraaf van de Brede Watering bewesten Yerseke.              |
| D.J. Dees (1910/11 - 2003)  | 1 januari 1970 - 31 december 1976 | Was van 1952 t/m 1958 al dijkgraaf van Waterschap Ellewoutsdijk en Waterschap Baarland. |
| G.J. de Jager (1923 - 2012) | 1 januari 1977 - 31 december 1979 | Werd vervolgens t/m 1988 dijkgraaf van het Waterschap Noord- en Zuid-Beveland           |